# 高架渠 (紐約州)
高架渠（英語：Aqueduct）是位於美國紐約州斯克內克塔迪縣的非建制地區。

## 地理
高架渠所處的海拔為高於海平面73米（即240英呎），而該地所採用的時區為UTC-5，即北美东部时区（EST）。同時該地設有夏令時間，為UTC-5調快一小時，即UTC-4（EDT）。